# Derviš Miralem
Derviš-beg Miralem (1860 Jemanlići, okres Donji Vakuf, osmanská říše – 8. dubna 1933 Sarajevo, Království Jugoslávie) byl bosenskohercegovský velkostatkář a politik bosňáckého původu.

## Životopis
Narodil se do tradiční a zámožné muslimské rodiny, která odvozovala svůj původ z Jemenu.
V islámských vědách se vzdělával v Travniku a Istanbulu. Nikdy nezastával žádný úřad, jediné příjmy měl ze rodinného majetku. Společensky se začal projevovat až po roce 1878, kdy Bosnu a Hercegovinu zabralo Rakousko-Uhersko.
Roku 1895 podepsal petici, v níž si 102 statkářů ze střední Bosny stěžovalo na rakousko-uherský okupační režim. Následně se roku 1899, kdy mostarští muslimové zahájili boj za náboženskou a školskou autonomii pod vedením muftího Ali Fehmi-efendiji Džabiće, přidal na stranu autonomistů. Roku 1902 byl rakousko-uherským okupačním režimem zadržen a do roku 1905 internován. V únoru 1906 coby člen delegace (v ní byl také Šerif Arnautović, Mahmud-beg Džinić a Šemsi-beg Zaimović) navštívil Džabiće v Istanbulu, kde pobýval v nedobrovolném exilu od ledna 1902. Koncem roku 1906 byl zvolen do Výkonného výboru právě založené Muslimské národní organizace (Muslimanska narodna organizacija, MNO), prvního politického hnutí v Bosně a Hercegovině.
Roku 1910 úspěšně kandidoval za stranu v prvních volbách do zemského sněmu, saboru, ve třetí, venkovské kurii za Travnický okruh. Po smrti předsedy MNO Ali-bega Firduse roku 1910 vedl poslanecký klub strany, ale brzy se tohoto postu vzdal. V saboru nebyl přívržencem dohody muslimů s Chorvaty, dával přednost spolupráci se Srby. Roku 1911 odmítl spojení dvou stávajících muslimských stran do jediné, Sjednocené muslimské strany, a dále samovolně vedl Muslimskou národní organizaci. Přidali se k němu poslanci Vasif-beg Biščević, Salih-aga Kučukalić, Bećir-beg Gradaščević a Osman-beg Pašić. Mezi muslimskými poslanci nezřídka zastával krajní názory a nepatřil k hlavnímu politickému proudu.
Roku 1918 uvítal vznik jihoslovanského státu, Státu Slovinců, Chorvatů a Srbů a později Království Srbů, Chorvatů a Slovinců. Společně se serbofilskými muslimy Smail-agou Ćemalovićem a Mahmud-begem Džinićem byl novým režimem protežován, nicméně po parlamentních volbách roku 1920 přišel o veškerý politický vliv.
Derviš-beg nebyl ženatý a nepřivedl na svět žádné potomky.